# Фудбалска репрезентација Либана
Фудбалска репрезентација Либана (арапски:منتخب لبنان لكرة القدم) под контролом Либанске фудбалске асоцијације (ЛФА), представљају Либан у фудбалу од свог оснивања 1933. Чланови су Азијске фудбалске конфедерације (АФК) на континенталном нивоу и чланови ФИФА. Док Либан тек треба да се квалификује за ФИФА Светско првенство, они су се квалификовали три пута за АФК Куп Азије: први пут су учествовали 2000. године, када су били домаћини тог догађаја. Либан игра на градском стадиону Камил Шамун у Бејруту; међутим, играју и на другим локацијама као што је општински стадион Саида у Сидону. Године 1935, Либан је одиграо свој први меч против румунске екипе ЦА Темишвар (ТАЦ), али га ФИФА није ратификовала. Либан је одиграо своју прву утакмицу коју је признала ФИФА 1940. против Мандатори Палестине. Током своје квалификационе кампање за Светско првенство 2014, Либан је први пут стигао до финалне рунде квалификација захваљујући победи од 2-1 против Јужне Кореје код куће 2011. године, али није успео да се квалификује за Светско првенство 2014. и завршио је на дну своје групе. На Купу Азије 2019, Либан је био близу да се први пут квалификује у нокаут фазу. Међутим, изгубили су у тајбрејку од Вијетнама на трећем месту по правилу фер-плеја и испали су из такмичења у групној фази. Либан се такође такмичи у Арапском купу, ВАФФ шампионату и Арапским играма. Као домаћини, завршили су на трећем месту — једном на Арапском купу и два пута на Арапским играма.

## Успешнност у АФК купу
| Првенство | Позиција              | ИГ | Д | Н | ИЗ | ГД | ГП |
| --------- | --------------------- | -- | - | - | -- | -- | -- |
| 1956.     | није постојала        | -  | - | - | -  | -  | -  |
| 1960.     | није постојала        | -  | - | - | -  | -  | -  |
| 1964.     | није постојала        | -  | - | - | -  | -  | -  |
| 1968.     | Није постојала        | -  | - | - | -  | -  | -  |
| 1972.     | Није се квалификовала | -  | - | - | -  | -  | -  |
| 1976.     | одустала              | -  | - | - | -  | -  | -  |
| 1980.     | Није се квалификовала | -  | - | - | -  | -  | -  |
| 1984.     | одустала              | -  | - | - | -  | -  | -  |
| 1988.     | није се квалификовала | -  | - | - | -  | -  | -  |
| 1992.     | Није се квалификовала | -  | - | - | -  | -  | -  |
| 1996.     | није се квалификовала | -  | - | - | -  | -  | -  |
| 2000.     | Групна Фаза           | 3  | 0 | 2 | 1  | 3  | 7  |
| 2004.     | није се квалификовала | -  | - | - | -  | -  | -  |
| 2007.     | одустала              | -  | - | - | -  | -  | -  |
| 2011.     | Није се квалификовала | -  | - | - | -  | -  | -  |
| 2015.     | није се квалификовала | -  | - | - | -  | -  | -  |
| 2019.     | Групна фаза           | 3  | 1 | 0 | 2  | 4  | 5  |
| Укупно    | Групна Фаза           | 6  | 1 | 2 | 3  | 7  | 12 |